# Tron (ścieżka dźwiękowa)
Tron: Original Motion Picture Soundtrack – ścieżka dźwiękowa z filmu o tym samym tytule wydana w 1982 i skomponowana przez Wendy Carlos. W ścieżce postanowiono umieścić dwa utwory grupy Journey po tym, jak brytyjska grupa Supertramp odeszła od projektu. Album został wydany 9 lipca 1982 w dzień premiery filmu.

## Historia
Ścieżka dźwiękowa do filmu "Tron" została napisana przez Wendy Carlos, która była znana w tamtym czasie z jej albumu Switched-On Bach i ścieżek filmowych, m.in. z filmów "Mechaniczna pomarańcza" i "Lśnienie". Album ten był pierwszym wspólnym projektem Carlos i jej partnerki Annemarie Franklin i zawierała mieszankę brzmień tworzonych analogowym syntezatorem Mooga i cyfrowym syntezatorem GDS firmy Crumar (wykorzystując syntezę addytywną i FM) oraz utwory wykonane przez London Philharmonic Orchestra. LPO została zatrudniona na zlecenie firmy Disney, która miała podejrzenia, że Carlos może nie skończyć projektu na czas. W ścieżce postanowiono umieścić również dwa utwory grupy Journey po tym, jak brytyjska grupa Supertramp odeszła od projektu.
Na krótko przed premirą filmu TRON, Walt Disney Pictures usunęło drugą część ścieżki dźwiękowej z tytułów końcowych, zamieniając ją piosenką "Only Solutions". Zostało to zrobione już po tym, jak album został zakończony, więc album, który został wydany osobno zawierał cały utwór skomponowany przez Carlos. Cały utwór w napisach końcowych filmu został również umieszczony w wydaniu DVD i Blu-ray z 2002 na 20-lecie premiery filmu.
Krótko po premierze filmu "Tron", Carlos powiedziała w wywiadzie, że nie była szczęśliwa z wykorzystania orkiestry. Mówiła, że zamieniłaby te części muzyką skomponowaną za pomocą syntezatora GDS.
Album ze ścieżką dźwiękową został wydany na płytach gramofonowych i kasetach przez CBS Records w 1982. Album został ponownie wydany na płycie CD w styczniu 2002 przez Walt Disney Records z trzema dodatkowymi utworami. Niektóre utwory z filmu można usłyszeć w grze komputerowej bazującej na filmie.

## Lista utworów
| Nr  | Tytuł utworu                                  | Długość |
| --- | --------------------------------------------- | ------- |
| 1.  | „Creation of Tron”                            | 0:49    |
| 2.  | „Only Solutions” (wykonanie: Journey)         | 3:39    |
| 3.  | „We've Got Company”                           | 2:18    |
| 4.  | „Wormhole”                                    | 2:26    |
| 5.  | „Ring Game and Escape”                        | 2:58    |
| 6.  | „Water, Music, and Tronaction”                | 2:25    |
| 7.  | „Tron Scherzo”                                | 1:46    |
| 8.  | „Miracle and Magician”                        | 2:41    |
| 9.  | „Magic Landings”                              | 3:42    |
| 10. | „Theme From Tron”                             | 1:32    |
| 11. | „1990's Theme” (wykonanie: Journey)           | 1:28    |
| 12. | „Love Theme”                                  | 2:07    |
| 13. | „Tower Music / Let Us Pray”                   | 3:45    |
| 14. | „The Light Sailer”                            | 2:36    |
| 15. | „Sea of Simulation”                           | 3:22    |
| 16. | „A New Tron and the MCP”                      | 5:25    |
| 17. | „Anthem”                                      | 1:36    |
| 18. | „Ending Titles”                               | 5:06    |
| 19. | „Tronaction” (wersja oryginalna)              | 1:29    |
| 20. | „Break In (For Strings, Flutes, and Celesta)” | 5:34    |
| 21. | „Anthem for Keyboard Solo”                    | 1:09    |
|     |                                               | 57:53   |

## Covery
Zespół chiptune 8 Bit Weapon wydał 8-bitowe wersje ścieżki dźwiękowej z filmu. W tworzeniu wykorzystano stare komputery i konsole gier wideo Commodore 64, Nintendo Entertainment System, Nintendo Game Boy, Apple II i Atari 2600.